# Pat Wilson
Pat Wilson (* 11. Juni 1948), gebürtig Patricia Mary Higgins, ist eine australische Sängerin und Journalistin. Aufgrund ihrer Ehe mit Ross Wilson, Sänger der Band Daddy Cool, benutzte sie für ihre Artikel in Musikzeitschriften das Pseudonym Mummy Cool.
Sie begann nach einer Weile im Umfeld des Musikbusiness selbst zu singen. Ihr größter Hit wurde 1983 das von ihrem damaligen Ehemann Ross geschriebene Lied Bop Girl. Im dazugehörigen Musikvideo spielte die damals noch unbekannte fünfzehnjährige Nicole Kidman mit. Wilsons weitere Singles konnten nicht mehr an ihren Anfangserfolg anknüpfen.

## Privatleben
Sie war zwanzig Jahre mit Sänger Ross Wilson verheiratet, mit dem sie einen gemeinsamen Sohn Names Daniel hat. Das Paar ist mittlerweile jedoch geschieden.